# Clementine (software)
Clementine  è un moderno riproduttore musicale ed organizzatore della libreria multipiattaforma. Distribuito sotto i termini della GNU General Public License, Clementine è un software libero. Clementine è disponibile per sistemi operativi Unix-like, Windows e macOS.
Clementine è basato sul codice di Amarok 1.4, eredita quindi la sua semplice ed intuitiva interfaccia utente. Alla base della decisione di sviluppare Clementine vi è stata la critica di alcuni utenti alle novità apportate ad Amarok a partire dalla versione 2.
La prima versione di Clementine è stata distribuita nel febbraio 2010.

## Caratteristiche
- Cerca e riproduce la propria raccolta musicale locale
- Riproduce radio via internet da Last.fm, SomaFM, Magnatune, Jamendo, Icecast, SKY.FM, Digitally Imported, Spotify, Grooveshark, Soundcloud, JAZZRADIO.com, Icecast e Subsonic servers e Google Drive
- Cerca e riproduce canzone caricate su Box, Dropbox, Google Drive e OneDrive
- Crea playlist veloci, dinamiche
- Playlist in schede, importa ed esporta file M3U, .xspf, .pls ed .asx
- Supporto CUE sheet
- Riproduzione CD audio.
- Visualizzazioni da projectM.
- Testi, biografie artisti e foto da vari servizi web.
- Codifica musica in MP3, Ogg Vorbis, FLAC o AAC.
- Modifica i tag dei file MP3 ed OGG per organizzare la musica
- Equalizzatore con schemi preimpostati
- Scarica i tag mancanti da MusicBrainz
- Scopre e scarica podcast
- Scarica le copertine degli album mancanti da Last.fm e Amazon
- Notifiche desktop native in Linux (libnotify) e Mac OS X (Growl)
- Controllo a distanza usando un dispositivo Android, un Wii Remote, MPRIS o la riga di comando
- Copia musica su iPod, iPhone, lettori MTP o USB
- Gestore della coda